# Strepsylla villai
Strepsylla villai är en loppart som beskrevs av Traub et Barrera 1955. Strepsylla villai ingår i släktet Strepsylla och familjen mullvadsloppor. Inga underarter finns listade i Catalogue of Life.